# Donaudorf (Gemeinde Ybbs)
Donaudorf ist eine Ortschaft und eine Katastralgemeinde in der Stadtgemeinde Ybbs an der Donau in Niederösterreich.

## Geografie
Donaudorf liegt oberhalb von Ybbs und schräg gegenüber von Persenbeug am rechten Donauufer.

## Geschichte
Das Dorf gehörte früher zur Herrschaft der Freiin Trenck von Tonder, die in Donaudorf auch das Schloss Donaudorf besaß. Im Zuge der Errichtung des Kraftwerks Ybbs-Persenbeug wurden von den einst 47 Häusern 32 abgerissen, die Straße angehoben und der Uferbereich neu angelegt. Das im Ort liegende Schloss wurde zunächst als Sitz der Bauleitung genutzt und später ebenso gesprengt. Zuvor wurden aber noch die von Johann Baptist Wenzel Bergl im Jahr 1773 geschaffenen Fresken mit orientalischen Motiven aus dem großen Saal abgenommen und ins Schloss Laudon transferiert. Im Jahr 1822 wurde der Ort als Dorf mit 23 Häusern genannt, das nach Ybbs eingepfarrt war, wohin auch die Kinder eingeschult wurden. Die Herrschaft Donaudorf besaß die Ortsobrigkeit, das Magistrat Ybbs und die Herrschaft Auhof übten die Landgerichtsbarkeit aus die Herrschaft Ybbs und besorgte die Konskription. Die Untertanen und Grundholde des Ortes gehörten den Herrschaften Donaudorf und Haagberg. Laut Adressbuch von Österreich waren im Jahr 1938 in Donaudorf ein Gastwirt, ein Gemischtwarenhändler, ein Schuster und ein Landwirt mit Direktvertrieb ansässig.